# Christina Rossetti

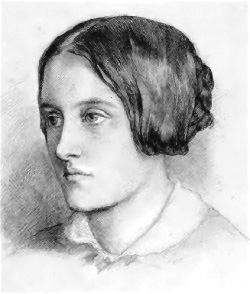
Christina Georgina Rossetti

Christina Georgina Rossetti (Londen, 5 december 1830 - aldaar 27 december 1894) was een Engels dichteres en prozaschrijfster. Veel van haar werk is religieus van aard en gaat over het afstand doen van aardse liefde. Ook blijkt uit veel van haar gedichten een preoccupatie met de dood. Zij poseerde als model voor een aantal schilderijen van haar broer Dante Gabriel Rossetti en andere prerafaëlieten, al was ze geen lid van deze beweging.
Christina Rossetti was een zuster van de dichter en kunstschilder Dante Gabriel Rossetti, de kunstcriticus William Michael Rossetti en de schrijfster Maria Francesca Rossetti. Hun vader, Gabriele Rossetti, was een Italiaans asielzoeker uit Napels en hun moeder was Frans Polidori, de zuster van Lord Byrons vriend en arts John William Polidori.
In 1850 publiceerde zij onder het pseudoniem Ellen Allayne in 'The Germ', het tijdschrift van de Prerafaëlieten.
In 1862 verscheen haar beste bundel, Goblin Market and Other Poems. Haar werk (niet alleen gedichten, maar ook verhalen en sprookjes, grotendeels gericht op kinderen) wordt gekenmerkt door een zekere zwaarmoedigheid, maar ook door een diepgevoeld geloof. De toon van de gedichten is eenvoudig en natuurlijk. Met kunstenaars als John Donne en William Blake wordt zij gerekend tot de grote mystieke Engelse dichters.

## Trivia
In 1985 werd een inslagkrater op de planeet Venus naar haar vernoemd.
- Bibsys: 90113206
- Biblioteca Nacional de España: XX967913
- Bibliothèque nationale de France: cb12054523g (data)
- Catàleg d'autoritats de noms i títols de Catalunya: 981058522200006706
- CiNii: DA01756738
- Digitale Bibliotheek voor de Nederlandse Letteren: ross070
- Gemeinsame Normdatei: 118749897
- International Standard Name Identifier: 0000 0001 1059 7312
- Library of Congress Control Number: n79032213
- Nationale Bibliotheek van Letland: 000130375
- MusicBrainz: 51b77482-6a96-4c3e-850d-6bbd54283716
- Bibliotheek van het Japanse parlement: 00454739
- Nationale Bibliotheek van Tsjechië: jn20010316158
- Nationale bibliotheek van Australië: 36580539
- Nationale Bibliotheek van Israël: 987007277152205171
- Nationale Bibliotheek van Polen: a0000001213887
- Nederlandse Thesaurus van Auteursnamen: 068328850
- Réseau des bibliothèques de Suisse occidentale: 02-A003761986
- Istituto Centrale per il Catalogo Unico: CFIV007930
- LIBRIS: 211685
- SNAC: w6m0460d
- Système universitaire de documentation: 027426041
- Trove: 381763
- Union List of Artist Names: 500524851
- Virtual International Authority File: 44318353
- WorldCat: E39PBJxd4rqFjr9p6HyHyVxYyd